# Arbazs
Arbazs (oroszul: Арбаж) városi jellegű település Oroszország Kirovi területén, az Arbazsi járás székhelye. 
Lakossága: 3563 fő (a 2010. évi népszámláláskor).
A Kirovi terület keleti részén, Kirov területi székhelytől közúton 204 km-re, a Suan folyó két partján terül el. A legközelebbi vasútállomás a kb. 80 km-rel északabbra fekvő Kotyelnyics, a transzszibériai vasútvonal északi ágán.
Oroszország nyugati kormányzóságaiból áttelepültek alapították 1765-ben. 1929-ben lett járási székhely, 1956-ban pedig városi jellegű település. 